# Оршинское (озеро)
Оршинское (устар. Оршино) — озеро на юге Тверской области, расположенное на территории Калининского района. Одно из озёр Оршинско-Петровской группы.
Расположено на северо-востоке района, недалеко от границы с Рамешковским. Находится примерно в 25 км к северо-востоку от Твери. Лежит на высоте 141,3 м. Озеро имеет овальную форму: длина около 2 км, ширина до 1,3 км. Площадь водного зеркала — 1,96 км². Из озера вытекает река Орша, левый приток Волги.

## Данные водного реестра
По данным государственного водного реестра России относится к Верхневолжскому бассейновому округу, водохозяйственный участок реки — Тверца от истока, речной подбассейн реки — Волга до Рыбинского водохранилища. Речной бассейн реки — (Верхняя) Волга до Куйбышевского водохранилища (без бассейна Оки).
Код водного объекта в государственном водном реестре — 08010100511110000000724.